# Poecillastra tenuirhabda
Poecillastra tenuirhabda är en svampdjursart som först beskrevs av Lendenfeld 1907.  Poecillastra tenuirhabda ingår i släktet Poecillastra och familjen Pachastrellidae. Inga underarter finns listade i Catalogue of Life.